# Lucas Heights
Lucas Heights es un barrio en Sutherland Shire, Sídney, Australia. Se encuentra adyacente a los barrios de  Menai y Engadine. Su nombre procede de Lucas Barden, uno de los primeros pioneros del área y propietario de gran parte del suburbio en el siglo XIX.

## Información general
Es conocido por ser la sede del establecimiento de investigación de la Australian Nuclear Science and Technology Organisation (ANSTO), fundado originalmente por la Australian Atomic Energy Commission y albergar el reactor nuclear de investigación HIFAR. HIFAR ha sido sustituido en el año 2006 por un reactor más moderno denominado OPAL. Tanto la decisión de construir el OPAL como su emplazamiento fueron objeto de críticas por parte de algunos residentes y grupos antinucleares. El reactor OPAL fue citado en algún momento como un posible objetivo de las actividades terroristas.
Lucas Heights se encuentra también al lado de unas instalaciones de gestión de residuos domiciliarios, que durante muchos años, fue un gran vertedero para cargas sanitarias. Algunos de los terrenos rellenados de este emplazamiento ahora se están rehabilitando progresivamente para transformarlos en un complejo deportivo con campos para la práctica del fútbol, voleibol, rugby y golf.
Lucas Heights es un suburbio atípico ya que no incluye un área residencial. El área residencial que anteriormente se incluía en Lucas Heights se ha redenominado Barden Ridge. El motivo de este cambio fue una estratagema para hacer subir el valor de las propiedades del área, al no relacionarlas de modo inmediato con el reactor nuclear.